# Moreno ramirezi
Moreno ramirezi là một loài nhện trong họ Gnaphosidae.
Loài này thuộc chi Moreno. Moreno ramirezi được miêu tả năm 2005 bởi Norman I. Platnick, Mohammad U. Shadab & Sorkin.